# Староурусовка
Староурусовка (рос. Староурусовка) — селище у Красноярському районі Астраханської області Російської Федерації.
Населення становить 147 осіб. Входить до складу муніципального утворення Бузанська сільрада.

## Історія
Населений пункт розташований на території українського етнічного та культурного краю Жовтий Клин. Від 1925 року належить до Красноярського району.
Згідно із законом від 6 серпня 2004 року органом місцевого самоврядування є Бузанська сільрада.

## Населення
| 2002 | 2010 | 2011 | 2012 | 2013 |
| ---- | ---- | ---- | ---- | ---- |
| 161  | ↘142 | ↗147 | ↗150 | ↘147 |